# Clavulinella
Clavulinella es un género de foraminífero bentónico considerado un sinónimo posterior de Tritaxilina de la subfamilia Tritaxilininae, de la familia Eggerellidae, de la superfamilia Eggerelloidea, del suborden Textulariina y del orden Textulariida. Su especie tipo era Clavulina caperata. Su rango cronoestratigráfico abarcaba desde el Eoceno hasta la Actualidad.

## Discusión
Clasificaciones previas incluían Clavulinella en la familia Valvulinidae, de la superfamilia Textularioidea, del suborden Textulariina y del orden Textulariida.

## Clasificación
Clavulinella incluye a las siguientes especies:
- Clavulinella caperata